# 稚野毛二派皇子
稚野毛二派皇子（?—?），一作若野毛二俣王，是日本第15代天皇的应神天皇的皇子，母亲息長真若中比卖是河派仲彦王（息長田別王子、日本武尊孫）之女。
稚野毛二派皇子娶河派仲彦王的女儿日卖真若比卖（おとひめまわかひめ），生三男四女。长子大郎子，一名大大迹王（意富富杼王）。次子取賣王，三子沙彌王。長女忍坂大中姬命，為允恭天皇皇后。季女弟姬，號衣通郎姬，也入允恭天皇后宮。大郎子生弘斐王（乎非王），弘斐王生彥主人王，彥主人王生男大迹王。武烈天皇之后，男大迹王即位，是為繼體天皇。